# Európai Filmdíjak 2001
A 14. Európai Filmdíj-átadó ünnepséget (14th European Film Awards), amelyen az előző évben hivatalosan bemutatott, az Európai Filmakadémia több mint 1300 tagjának szavazata alapján legjobbnak ítélt európai filmeket, illetve alkotóikat részesítették elismerésben, 2001. december 1-jén tartották meg a berlini Tempodrom rendezvényközpontban. Az ünnepség ceremóniamestere Mel Smith brit színész-rendezőt kérték fel.
A filmdíjért és a kapcsolódó díjakért 44 európai nagyjátékfilmet válogattak be, melyek közül az akadémia tagjai egy elsőkörös szavazással választották ki az egyes kategóriák jelöltjeit.
Az elismerések sorát az előző évhez képest egy újabb alkotói kategóriával egészítették ki: 2001-től ismét külön értékelték a legjobb rendezői teljesítményt. A jelöltek mezőnye viszonylag kiegyensúlyozott volt, egyedül Jean-Pierre Jeunet romantikus komédiája, az Amélie csodálatos élete kapott kiugró, négy jelölést, amiből hármat meg is nyert; a legjobb európai színésznő díját csak azért nem vehette át Audrey Tautou, mert francia kolléganője, Isabelle Huppert alakítását az akadémia tagjai meggyőzőbbnek találták a A zongoratanárnő főszerepében. Jeunet, a film rendezője egyben elnyerte a közönség díját is. A zongoratanárnő, az osztrák Michael Haneke rivális alkotása három jelölésből nyerte el a fenti egyet. A többi díjra egy-két jelöléssel bíró filmek versenyeztek. A a világ filmművészetéhez való hozzájárulásáért Ewan McGregor brit színész, míg életművükért a Monty Python komikuscsoport vehetett át elismerést.
A 2001. évi európai megmérettetésben egyetlen magyar film vett részt, Gothár Péter Paszport – Útlevél a semmibe című alkotása, amelyért végül is Gothárt a legjobb rendező, a film operatőrét, Babos Tamás pedig a legjobb operatőr kategóriában jelöltek díjra.

## Válogatás
1. Anita no perd el tren (Anita nem adja fel) – rendező: Ventura Pons
2. Bænken (A pad) – rendező: Per Fly
3. Bridget Jones’s Diary (Bridget Jones naplója) – rendező: Sharon Maguire
4. Chiedimi se sono felice (Kérdezd meg, ha boldog vagyok!) – rendező: Aldo, Giovanni & Giacomo és Massimo Venier
5. Concorrenza sleale – rendező: Ettore Scola
6. Das Experiment (A kísérlet) – rendező: Oliver Hirschbiegel
7. Der Krieger und die Kaiserin (A harcos és a hercegnő) – rendező: Tom Tykwer
8. Die innere Sicherheit (Belső biztonság) – rendező: Christian Petzold
9. Dust – rendező: Milčo Mančevski
10. El Bola (Golyó) – rendező: Achero Mañas
11. Elling – rendező: Petter Naess
12. Éloge de l'amour (A szerelem dicsérete) – rendező: Jean-Luc Godard
13. Fugitivas (Szökevények) – rendező: Miguel Hermoso
14. Hundstage (Kánikula) – rendező: Ulrich Seidl
15. I cento passi (Száz lépés) – rendező: Marco Tullio Giordana
16. Il mestiere delle armi – rendező: Ermanno Olmi
17. Intimacy (Intimitás) – rendező: Patrice Chéreau
18. Italiensk for begyndere (Olasz nyelv kezdőknek) – rendező: Lone Scherfig
19. Jalla! Jalla! – rendező: Josef Fares
20. Karu süda – rendező: Arvo Iho
21. La comunidad (A lakóközösség) – rendező: Álex de la Iglesia
22. La pianiste (A zongoratanárnő) – rendező: Michael Haneke
23. La stanza del figlio (A fiú szobája) – rendező: Nanni Moretti
24. La ville est tranquille (A nyugodt város) – rendező: Robert Guédiguian
25. Last Orders (Végakarat) – rendező: Fred Schepisi
26. Last Resort (Az utolsó menedék) – rendező: Paweł Pawlikowski
27. Le fabuleux destin d’Amélie Poulain (Amélie csodálatos élete) – rendező: Jean-Pierre Jeunet
28. Le fate ignoranti (Tudatlan tündérek) – rendező: Ferzan Özpetek
29. L’ultimo bacio (Az utolsó csók) – rendező: Gabriele Muccino
30. Martha… Martha – rendező: Sandrine Veysset
31. Merci pour le chocolat (Köszi a csokit!) – rendező: Claude Chabrol
32. No Man’s Land (Senkiföldje) – rendező: Danis Tanović
33. Paszport – Útlevél a semmibe – rendező: Gothár Péter
34. Pauline & Paulette (Pauline és Paulette) – rendező: Lieven Debrawer
35. Sexy Beast (Szexi dög) – rendező: Jonathan Glazer
36. Silencio roto (Megtört csönd) – rendező: Montxo Armendáriz
37. Slogans (Jelszavak) – rendező: Gjergj Xhuvani
38. Sous le sable (Homok alatt) – rendező: François Ozon
39. Taking Sides (Szembesítés) – rendező: Szabó István
40. Telec (Телец) (Taurus) – rendező: Alekszandr Szokurov
41. Va savoir (Ki tudja?) – rendező: Jacques Rivette
42. Vou para casa – rendező: Manoel de Oliveira
43. Weiser – rendező: Wojciech Marczewski
44. You're the One (una historia de entonces) (Te vagy az egyetlen) – rendező: José Luis Garci

## Díjazottak és jelöltek
| „Díjazott” – szürkéskék háttérrel   |
| „Jelölt” – világos szürke háttérrel |

### Legjobb európai film
| Magyar címe             | Eredeti címe                        | Rendező             | Ország                      |
| ----------------------- | ----------------------------------- | ------------------- | --------------------------- |
| Amélie csodálatos élete | Le fabuleux destin d'Amélie Poulain | Jean-Pierre Jeunet  | Franciaország               |
| A fiú szobája           | La stanza del figlio                | Nanni Moretti       | Olaszország · Franciaország |
| A kísérlet              | Das Experiment                      | Oliver Hirschbiegel | Németország                 |
| A zongoratanárnő        | La pianiste                         | Michael Haneke      | Ausztria · Franciaország    |
| Bridget Jones naplója   | Bridget Jones's Diary               | Sharon Maguire      | Egyesült Királyság          |
| Intimitás               | Intimacy                            | Patrice Chéreau     | Franciaország · Olaszország |
| Más világ               | The Others                          | Alejandro Amenábar  | Spanyolország               |
| Olasz nyelv kezdőknek   | Italiensk for begyndere             | Lone Scherfig       | Dánia                       |

### Legjobb európai felfedezett – Fassbinder-díj
| Magyar címe         | Eredeti címe        | Rendező              | Ország                                             |
| ------------------- | ------------------- | -------------------- | -------------------------------------------------- |
| Golyó               | El Bola             | Achero Mañas         | Spanyolország                                      |
| A gondolkodó tenger | De zee die denkt    | Gert de Graaff       | Hollandia                                          |
| alaszka.de          | alaska.de           | Esther Gronenborn    | Németország                                        |
| Az utolsó menedék   | Last Resort         | Paweł Pawlikowski    | Egyesült Királyság                                 |
| Boldog ember        | Szczęśliwy człowiek | Małgorzata Szumowska | Lengyelország                                      |
| Jalla! Jalla!       | Jalla! Jalla!       | Josef Fares          | Svédország                                         |
| Kánikula            | Hundstage           | Ulrich Seidl         | Ausztria                                           |
| Kedves Rita         | Lovely Rita         | Jessica Hausner      | Ausztria · Németország                             |
| Úttorlaszok         | Kleistoi dromoi     | Stavros Ioannou      | Görögország                                        |
| –––                 | Maimil (Маймыл)     | Aktan Abdikalikov    | Kirgizisztán · Oroszország · Franciaország · Japán |

### Legjobb európai dokumentumfilm – Arte díj
| Magyar címe           | Eredeti címe                    | Rendező                      | Ország                                  |
| --------------------- | ------------------------------- | ---------------------------- | --------------------------------------- |
| Black Box BRD         | Black Box BRD                   | Andres Veiel                 | Németország                             |
| –––                   | Casting                         | Emmanuel Finkiel             | Franciaország                           |
| –––                   | Elegija dorogi (Элегия дорогии) | Alekszandr Szokurov          | Franciaország · Oroszország · Hollandia |
| Jégmezők dalnokai     | Heftig og Begeistret            | Knut Erik Jensen             | Norvégia                                |
| –––                   | Joutilaat                       | Susanna Helke, Virpi Suutari | Finnország                              |
| Umca-umca, macska-zaj | Super 8 Stories                 | Emir Kusturica               | Németország · Olaszország               |

### Legjobb európai rendező
| Nyertesek és jelöltek | Magyar címe                  | Eredeti címe                              |
| --------------------- | ---------------------------- | ----------------------------------------- |
| Jean-Pierre Jeunet    | Amélie csodálatos élete      | Le fabuleux destin d'Amélie Poulain       |
| José Luis Garci       | Te vagy az egyetlen          | You're the One (una historia de entonces) |
| Gothár Péter          | Paszport – Útlevél a semmibe | Paszport – Útlevél a semmibe              |
| Ermanno Olmi          | –––                          | Il mestiere delle armi                    |
| François Ozon         | Homok alatt                  | Sous le sable                             |
| Éric Rohmer           | Egy hölgy és a herceg        | L'anglaise et le duc                      |

### Legjobb európai színésznő
| Nyertesek és jelöltek | Magyar címe             | Eredeti címe                        |
| --------------------- | ----------------------- | ----------------------------------- |
| Isabelle Huppert      | A zongoratanárnő        | La pianiste                         |
| Ariane Ascaride       | A nyugodt város         | La ville est tranquille             |
| Laura Morante         | A fiú szobája           | La stanza del figlio                |
| Charlotte Rampling    | Homok alatt             | Sous le sable                       |
| Stefania Sandrelli    | Az utolsó csók          | L'ultimo bacio                      |
| Audrey Tautou         | Amélie csodálatos élete | Le fabuleux destin d'Amélie Poulain |

### Legjobb európai színész
| Nyertesek és jelöltek                                                                               | Magyar címe | Eredeti címe          |
| --------------------------------------------------------------------------------------------------- | ----------- | --------------------- |
| Ben Kingsley                                                                                        | Szexi dög   | Sexy Beast            |
| Jesper Christensen                                                                                  | A pad       | Bænken                |
| Branko Đurić                                                                                        | Senkiföldje | No Man's Land         |
| A Végakarat szereplőgárdája Michael Caine, Tom Courtenay, David Hemmings, Bob Hoskins, Ray Winstone | Végakarat   | Last Orders           |
| Michel Piccoli                                                                                      | –––         | Je rentre à la maison |
| Stellan Skarsgård                                                                                   | Szembesítés | Taking Sides          |

### Legjobb forgatókönyvíró
| Nyertesek és jelöltek                                       | Magyar címe      | Eredeti címe            |
| ----------------------------------------------------------- | ---------------- | ----------------------- |
| Danis Tanović                                               | Senkiföldje      | Ničija zemlja           |
| Laurent Cantet / Robin Campillo                             | Időbeosztás      | L'emploi du temps       |
| Michael Haneke                                              | A zongoratanárnő | La pianiste             |
| Achero Mañas                                                | Golyó            | El Bola                 |
| Jean-Louis Milesi Robert Guédiguian                         | A nyugodt város  | La ville est tranquille |
| Ettore Scola Silvia Scola Giacomo Scarpelli Furio Scarpelli | –––              | Concorrenza sleale      |

### Legjobb európai operatőr
| Nyertesek és jelöltek | Magyar címe                  | Eredeti címe                        |
| --------------------- | ---------------------------- | ----------------------------------- |
| Bruno Delbonnel       | Amélie csodálatos élete      | Le fabuleux destin d’Amélie Poulain |
| Babos Tamás           | Paszport – Útlevél a semmibe |                                     |
| Éric Gautier          | Intimitás                    | Intimacy                            |
| Frank Griebe          | A harcos és a hercegnő       | Der Krieger und die Kaiserin        |
| Rein Kotov            | –––                          | Karu Süda                           |
| Fabio Olmi            | –––                          | Il mestiere delle armi              |

### Legjobb európai teljesítmény a világ filmművészetében
| Díjazott      | Foglalkozás | Ország             |
| ------------- | ----------- | ------------------ |
| Ewan McGregor | színész     | Egyesült Királyság |

### Az Európai Filmakadémia életműdíja
| Díjazott     | Foglalkozás    | Ország             |
| ------------ | -------------- | ------------------ |
| Monty Python | komikuscsoport | Egyesült Királyság |

### Európai Filmakadémia kritikusainak díja – FIPRESCI-díj
| Magyar címe     | Eredeti címe            | Rendező           | Ország        |
| --------------- | ----------------------- | ----------------- | ------------- |
| A nyugodt város | La ville est tranquille | Robert Guédiguian | Franciaország |

### Európai Filmakadémia legjobb nem európai filmje – Screen International díj
| Magyar címe            | Eredeti címe                                 | Rendező                             | Ország                                                        |
| ---------------------- | -------------------------------------------- | ----------------------------------- | ------------------------------------------------------------- |
| Moulin Rouge!          | Moulin Rouge!                                | Baz Luhrmann                        | Amerikai Egyesült Államok · Ausztrália                        |
| A hitetlen             | The Believer                                 | Henry Bean                          | Amerikai Egyesült Államok                                     |
| Anyádat is             | Y tu mamá también                            | Alfonso Cuarón                      | Mexikó                                                        |
| Baran - Allah nevében  | Baran                                        | Majid Majidi                        | Amerikai Egyesült Államok                                     |
| Esküvő monszun idején  | Monsoon Wedding                              | Mira Nair                           | India · Amerikai Egyesült Államok · Olaszország · Németország |
| Kandahar               | Safar e Ghandehar                            | Mohsen Makhmalbaf                   | Irán · Franciaország                                          |
| Lagán                  | Lagaan                                       | Ashutosh Gowariker                  | India                                                         |
| Mambó az ezredfordulón | Csien hszi man po (千禧曼波, Qiān xī màn bō) | Hou Hsziao-hszien (Hou Hsiao-hsien) | Tajvan · Franciaország                                        |

### Európai Filmakadémia közönségdíja – legjobb rendező
| Nyertesek és jelöltek | Magyar címe                       | Eredeti címe                        |
| --------------------- | --------------------------------- | ----------------------------------- |
| Jean-Pierre Jeunet    | Amélie csodálatos élete           | Le fabuleux destin d'Amélie Poulain |
| Nanni Moretti         | A fiú szobája                     | La stanza del figlio                |
| Sharon Maguire        | Bridget Jones naplója             | Bridget Jones's Diary               |
| Lasse Hallström       | Csokoládé                         | Chocolat                            |
| Jean-Jacques Annaud   | Ellenség a kapuknál               | Enemy at the Gates                  |
| Oliver Hirschbiegel   | A kísérlet                        | Das Experiment                      |
| Ridley Scott          | Hannibal                          | Hannibal                            |
| Patrice Chéreau       | Intimitás                         | Intimacy                            |
| Lone Scherfig         | Olasz nyelv kezdőknek             | Italiensk for begyndere             |
| Michael Haneke        | A zongoratanárnő                  | La pianiste                         |
| Mathieu Kassovitz     | Bíbor folyók                      | Les rivières pourpres               |
| Christophe Gans       | Farkasok szövetsége               | Le pacte des loups                  |
| Santiago Segura       | Torrente 2. – A Marbella-küldetés | Torrente 2: Misión en Marbella      |
| Giuseppe Tornatore    | Maléna                            | Malèna                              |
| Tom Tykwer            | A harcos és a hercegnő            | Der Krieger und die Kaiserin        |
| Álex de la Iglesia    | A közösség                        | La comunidad                        |

### Európai Filmakadémia közönségdíja – legjobb színésznő
| Nyertesek és jelöltek | Magyar címe                 | Eredeti címe                        |
| --------------------- | --------------------------- | ----------------------------------- |
| Juliette Binoche      | Csokoládé                   | Chocolat                            |
| Monica Bellucci       | Maléna                      | Malèna                              |
| Margherita Buy        | Tudatlan tündérek           | Le fate ignoranti                   |
| Penélope Cruz         | Corelli kapitány mandolinja | Captain Corelli's Mandolin          |
| Isabelle Huppert      | A zongoratanárnő            | La pianiste                         |
| Heike Makatsch        | A szerelem ideje            | Gripsholm                           |
| Carmen Maura          | A közösség                  | La comunidad                        |
| Laura Morante         | A fiú szobája               | La stanza del figlio                |
| Lena Olin             | Csokoládé                   | Chocolat                            |
| Franka Potente        | A harcos és a hercegnő      | Der Krieger und die Kaiserin        |
| Charlotte Rampling    | Homok alatt                 | Sous le sable                       |
| Rosa Maria Sardà      | Anita nem adja fel          | Anita no perd el tren               |
| Audrey Tautou         | Amélie csodálatos élete     | Le fabuleux destin d'Amélie Poulain |
| Rachel Weisz          | Ellenség a kapuknál         | Enemy at the Gates                  |

### Európai Filmakadémia közönségdíja – legjobb színész
| Nyertesek és jelöltek | Magyar címe                       | Eredeti címe                        |
| --------------------- | --------------------------------- | ----------------------------------- |
| Colin Firth           | Bridget Jones naplója             | Bridget Jones's Diary               |
| Stefano Accorsi       | Tudatlan tündérek                 | Le fate ignoranti                   |
| Moritz Bleibtreu      | A kísérlet                        | Das experiment                      |
| Vincent Cassel        | Bíbor folyók                      | Les rivières pourpres               |
| Benno Fürmann         | A harcos és a hercegnő            | Der Krieger und die Kaiserin        |
| Hugh Grant            | Bridget Jones naplója             | Bridget Jones's Diary               |
| Mathieu Kassovitz     | Amélie csodálatos élete           | Le fabuleux destin d'Amélie Poulain |
| Jude Law              | Ellenség a kapuknál               | Enemy at the Gates                  |
| Benoît Magimel        | A zongoratanárnő                  | La pianiste                         |
| Nanni Moretti         | A fiú szobája                     | La stanza del figlio                |
| Jean Reno             | Bíbor folyók                      | Les rivières pourpres               |
| Mark Rylance          | Intimitás                         | Intimacy                            |
| Santiago Segura       | Torrente 2. – A Marbella-küldetés | Torrente 2: Misión en Marbella      |
| Ondřej Vetchý         | Sötétkék égbolt                   | Tmavomodrý svět                     |
| Ray Winstone          | Szexi dög                         | Sexy Beast                          |

### Legjobb európai rövidfilm (UIP díj)
| Címe                 | Rendező                                   | Ország             | Jelölő fesztivál        |
| -------------------- | ----------------------------------------- | ------------------ | ----------------------- |
| Je t'aime John Wayne | Toby MacDonald                            | Egyesült Királyság | UIP díj – London        |
| A rablás (Kuppet)    | Dennis Petersen, Frederik Meldal Nørgaard | Dánia              | UIP díj – Gent          |
| Å se en båt med seil | Anja Breien                               | Norvégia           | UIP díj – Berlin        |
| Better or Worse?     | Jocelyn Cammack                           | Egyesült Királyság | UIP díj – Grimstad      |
| Copy Shop            | Virgil Widrich                            | Ausztria           | UIP díj – Szarajevó     |
| Corpo e Meio         | Sandro Aguilar                            | Portugália         | UIP díj – Vilo do Conde |
| Freunde              | Jan Krüger                                | Németország        | UIP díj – Velence       |
| Lo básico            | José García Hernández                     | Spanyolország      | UIP díj – Valladolid    |
| Meska sprawa         | Slawomir Fabicki                          | Lengyelország      | UIP díj – Edinburgh     |
| Peau de vache        | Gérald Hustache-Mathieu                   | Franciaország      | UIP díj – Angers        |
| Svitjod 2000+        | Mårten Nilsson, David Flamholc            | Svédország         | UIP díj – Tampere       |